# Myronivka
Myronivka (ukrajinsky Миронівка, rusky Мироновка – Mironovka) je město v Kyjevské oblasti na Ukrajině. Leží na břehu Rosavy (levý přítok Rosu) ve vzdálenosti zhruba sto kilometrů na jih od Kyjeva a v roce 2013 v ní žilo bezmála dvanáct tisíc obyvatel.
Městem je Myronivka od roku 1968.